# Kanton Cazals
Der Kanton Cazals war bis 2015 ein französischer Kanton im Arrondissement Cahors, im Département Lot und in der früheren Region Midi-Pyrénées; sein Hauptort war Cazals, Vertreter im Generalrat des Départements war zuletzt von 2004 bis 2015 André Bargues. 
Der Kanton war 134,47 km² groß und hatte im Jahr 2623 Einwohner (Stand: 2012).
Der Kanton umfasste Wahlberechtigte aus neun Gemeinden.
| Gemeinde            | Einwohner Jahr | Fläche km² | Bevölkerungsdichte | Postleitzahl | Code INSEE |
| ------------------- | -------------- | ---------- | ------------------ | ------------ | ---------- |
| Les Arques          | 212 (2013)     | –          | – Einw./km²        | 46250        | 46008      |
| Cazals              | 613 (2013)     | –          | – Einw./km²        | 46250        | 46066      |
| Frayssinet-le-Gélat | 353 (2013)     | –          | – Einw./km²        | 46250        | 46114      |
| Gindou              | 310 (2013)     | –          | – Einw./km²        | 46250        | 46120      |
| Goujounac           | 231 (2013)     | –          | – Einw./km²        | 46250        | 46126      |
| Marminiac           | 371 (2013)     | –          | – Einw./km²        | 46250        | 46184      |
| Montcléra           | 279 (2013)     | –          | – Einw./km²        | 46250        | 46200      |
| Pomarède            | 166 (2013)     | –          | – Einw./km²        | 46250        | 46222      |
| Saint-Caprais       | 71 (2013)      | –          | – Einw./km²        | 46250        | 46250      |